# Cophyla
Cophyla is een geslacht van kikkers uit de familie smalbekkikkers (Microhylidae). De groep werd voor het eerst wetenschappelijk beschreven door Oskar Boettger in 1880.
Er zijn 19 soorten die endemisch zijn op Madagaskar. Lange tijd was het soortenaantal lager, tot in 2016 de soorten uit het niet langer erkende geslacht Platypelis werden samengevoegd. 

## Soorten
Geslacht Cophyla
- Soort Cophyla alticola
- Soort Cophyla barbouri
- Soort Cophyla berara
- Soort Cophyla cowanii
- Soort Cophyla grandis
- Soort Cophyla karenae
- Soort Cophyla maharipeo
- Soort Cophyla mavomavo
- Soort Cophyla milloti
- Soort Cophyla noromalalae
- Soort Cophyla occultans
- Soort Cophyla olgae
- Soort Cophyla phyllodactyla
- Soort Cophyla pollicaris
- Soort Cophyla puellarum
- Soort Cophyla rava
- Soort Cophyla tetra
- Soort Cophyla tsaratananaensis
- Soort Cophyla tuberifera

Anilany · 
Anodonthyla · 
Cophyla · 
Madecassophryne · 
Plethodontohyla · 
Rhombophryne · 
Stumpffia